# Frank Ocean/Diskografie
Diese Diskografie ist eine Übersicht über die musikalischen Werke des US-amerikanischen R&B-Sängers und Rappers Frank Ocean. Den Schallplattenauszeichnungen zufolge hat er bisher mehr als 48,3 Millionen Tonträger verkauft, davon alleine in seiner Heimat über 26,5 Millionen. Seine erfolgreichste Veröffentlichung ist die Single Slide mit über 8,4 Millionen verkauften Einheiten.

## Alben

### Studioalben
| Jahr | Titel Musiklabel                        | Höchstplatzierung, Gesamtwochen, AuszeichnungChartplatzierungen (Jahr, Titel, Musiklabel, Platzierungen, Wochen, Auszeichnungen, Anmerkungen) | Höchstplatzierung, Gesamtwochen, AuszeichnungChartplatzierungen (Jahr, Titel, Musiklabel, Platzierungen, Wochen, Auszeichnungen, Anmerkungen) | Höchstplatzierung, Gesamtwochen, AuszeichnungChartplatzierungen (Jahr, Titel, Musiklabel, Platzierungen, Wochen, Auszeichnungen, Anmerkungen) | Höchstplatzierung, Gesamtwochen, AuszeichnungChartplatzierungen (Jahr, Titel, Musiklabel, Platzierungen, Wochen, Auszeichnungen, Anmerkungen) | Höchstplatzierung, Gesamtwochen, AuszeichnungChartplatzierungen (Jahr, Titel, Musiklabel, Platzierungen, Wochen, Auszeichnungen, Anmerkungen) | Anmerkungen                                                 |
| Jahr | Titel Musiklabel                        | DE | AT | CH | UK | US | Anmerkungen                                                 |
| ---- | --------------------------------------- | --- | --- | --- | --- | --- | ----------------------------------------------------------- |
| 2012 | Channel Orange Def Jam Recordings (UMG) | DE28 (5 Wo.)DE | — | CH20 (26 Wo.)CH | UK2 Platin · (73 Wo.)UK | US2 Gold · (… Wo.)US | Erstveröffentlichung: 10. Juli 2012 Verkäufe: + 1.240.000   |
| 2016 | Blonde Selbstverlag                     | — | — | CH54 a (56 Wo.)CH | UK1 Platin · (72 Wo.)UK | US1 Platin · (… Wo.)US | Erstveröffentlichung: 19. August 2016 Verkäufe: + 1.500.000 |

### Mixtapes
| Jahr | Titel Musiklabel              | Anmerkungen                            |
| ---- | ----------------------------- | -------------------------------------- |
| 2011 | Nostalgia, Ultra Selbstverlag | Erstveröffentlichung: 16. Februar 2011 |

## Singles

### Als Leadmusiker
| Jahr | Titel Album                     | Höchstplatzierung, Gesamtwochen, AuszeichnungChartplatzierungen (Jahr, Titel, Album, Platzierungen, Wochen, Auszeichnungen, Anmerkungen) | Höchstplatzierung, Gesamtwochen, AuszeichnungChartplatzierungen (Jahr, Titel, Album, Platzierungen, Wochen, Auszeichnungen, Anmerkungen) | Höchstplatzierung, Gesamtwochen, AuszeichnungChartplatzierungen (Jahr, Titel, Album, Platzierungen, Wochen, Auszeichnungen, Anmerkungen) | Höchstplatzierung, Gesamtwochen, AuszeichnungChartplatzierungen (Jahr, Titel, Album, Platzierungen, Wochen, Auszeichnungen, Anmerkungen) | Höchstplatzierung, Gesamtwochen, AuszeichnungChartplatzierungen (Jahr, Titel, Album, Platzierungen, Wochen, Auszeichnungen, Anmerkungen) | Anmerkungen                                                                               |
| Jahr | Titel Album                     | DE | AT | CH | UK | US | Anmerkungen                                                                               |
| --- | ------------------------------- | --- | --- | --- | --- | --- | ----------------------------------------------------------------------------------------- |
| 2011 | Novacane Nostalgia, Ultra       | — | — | — | UK— PlatinUK | US82 Platin · (4 Wo.)US | Erstveröffentlichung: 31. Mai 2011 Verkäufe: + 1.840.000                                  |
| 2011 | Swim Good Nostalgia, Ultra      | — | — | — | UK— SilberUK | — | Erstveröffentlichung: 18. Oktober 2011 Verkäufe: + 360.000                                |
| 2012 | Thinkin Bout You Channel Orange | — | — | — | UK94 ×2Doppelplatin · (1 Wo.)UK | US32 Platin · (28 Wo.)US | Erstveröffentlichung: 10. April 2012 Verkäufe: + 2.980.000                                |
| 2012 | Pyramids Channel Orange         | — | — | — | UK— GoldUK | US— GoldUS | Erstveröffentlichung: 8. Juni 2012 Verkäufe: + 970.000                                    |
| 2012 | Sweet Life Channel Orange       | — | — | — | UK— SilberUK | — | Erstveröffentlichung: 7. Juli 2012 Verkäufe: + 280.000                                    |
| 2012 | Lost Channel Orange             | DE69 Platin · (11 Wo.)DE | AT43 b (8 Wo.)AT | CH51 b (12 Wo.)CH | UK44 ×2Doppelplatin · (14 Wo.)UK | US— ×3DreifachplatinUS | Erstveröffentlichung: 17. Dezember 2012 Verkäufe: + 5.805.000                             |
| 2013 | Super Rich Kids Channel Orange  | — | — | — | UK— GoldUK | US— GoldUS | Erstveröffentlichung: 27. Februar 2013 Verkäufe: + 1.145.000; feat. Earl Sweatshirt       |
| 2016 | Pink + White Blonde             | — | — | — | UK— ×2DoppelplatinUK | US84 (1 Wo.)US | Erstveröffentlichung: 19. August 2016 Verkäufe: + 1.660.000                               |
| 2017 | Chanel –                        | — | — | — | UK80 Platin · (1 Wo.)UK | US72 Platin · (1 Wo.)US | Erstveröffentlichung: 10. März 2017 Verkäufe: + 1.750.000                                 |
| 2017 | Biking –                        | — | — | — | UK— SilberUK | — | Erstveröffentlichung: 7. April 2017 Verkäufe: + 230.000; feat. Jay-Z & Tyler, the Creator |
| 2017 | Lens –                          | — | — | — | — | — | Erstveröffentlichung: 22. April 2017                                                      |
| 2017 | Slide on Me –                   | — | — | — | — | — | Erstveröffentlichung: 24. April 2017                                                      |
| 2017 | Provider –                      | — | — | — | — | — | Erstveröffentlichung: 27. August 2017                                                     |
| 2018 | Moon River –                    | — | — | — | UK— SilberUK | — | Erstveröffentlichung: 14. Februar 2018 Verkäufe: + 200.000; Original: Audrey Hepburn      |
| 2019 | DHL –                           | — | — | — | UK67 (1 Wo.)UK | US98 (1 Wo.)US | Erstveröffentlichung: 18. Oktober 2019                                                    |
| 2019 | In My Room –                    | — | — | — | UK72 Silber · (1 Wo.)UK | US85 (1 Wo.)US | Erstveröffentlichung: 2. November 2019 Verkäufe: + 245.000                                |
| 2020 | Cayendo –                       | — | — | — | — | — | Erstveröffentlichung: 25. März 2020                                                       |
| 2020 | Dear April –                    | — | — | — | — | — | Erstveröffentlichung: 25. März 2020                                                       |
| Folgende Lieder erschienen nicht als Single, wurden aber durch das Album zum Download und Streaming bereitgestellt und konnten somit eine Platzierung erlangen: |                                 | | | | | |                                                                                           |
| |                                 | | | | | |                                                                                           |
| 2016 | Nikes Blonde                    | — | — | — | UK93 Gold · (1 Wo.)UK | US79 (1 Wo.)US | Charteinstieg: 26. August 2016 Verkäufe: + 475.000                                        |
| 2016 | Ivy Blonde                      | — | — | — | UK— PlatinUK | US80 (1 Wo.)US | Charteinstieg: 10. September 2016 Verkäufe: + 780.000                                     |
| 2016 | Solo Blonde                     | — | — | — | UK— SilberUK | US96 (1 Wo.)US | Charteinstieg: 10. September 2016 Verkäufe: + 245.000                                     |
| 2016 | Nights Blonde                   | — | — | — | UK— PlatinUK | US98 (1 Wo.)US | Charteinstieg: 10. September 2016 Verkäufe: + 780.000                                     |

### Als Gastmusiker
| Jahr | Titel Album                      | Höchstplatzierung, Gesamtwochen, AuszeichnungChartplatzierungen (Jahr, Titel, Album, Platzierungen, Wochen, Auszeichnungen, Anmerkungen) | Höchstplatzierung, Gesamtwochen, AuszeichnungChartplatzierungen (Jahr, Titel, Album, Platzierungen, Wochen, Auszeichnungen, Anmerkungen) | Höchstplatzierung, Gesamtwochen, AuszeichnungChartplatzierungen (Jahr, Titel, Album, Platzierungen, Wochen, Auszeichnungen, Anmerkungen) | Höchstplatzierung, Gesamtwochen, AuszeichnungChartplatzierungen (Jahr, Titel, Album, Platzierungen, Wochen, Auszeichnungen, Anmerkungen) | Höchstplatzierung, Gesamtwochen, AuszeichnungChartplatzierungen (Jahr, Titel, Album, Platzierungen, Wochen, Auszeichnungen, Anmerkungen) | Anmerkungen |
| Jahr | Titel Album                      | DE | AT | CH | UK | US | Anmerkungen |
| --- | -------------------------------- | --- | --- | --- | --- | --- | --- |
| 2011 | She Goblin                       | — | — | — | UK— GoldUK | US— ×4VierfachplatinUS | Erstveröffentlichung: 10. Mai 2011 Verkäufe: + 4.555.000; Tyler, the Creator feat. Frank Ocean                                        |
| 2017 | Slide Funk Wav Bounces, Vol. 1   | DE25 Gold · (17 Wo.)DE | AT34 Gold · (17 Wo.)AT | CH25 Platin · (25 Wo.)CH | UK10 ×2Doppelplatin · (25 Wo.)UK | US25 ×5Fünffachplatin · (20 Wo.)US | Erstveröffentlichung: 24. Februar 2017 Verkäufe: + 8.448.333; Calvin Harris feat. Migos & Frank Ocean                                 |
| 2017 | RAF Cozy Tapes, Vol. 2: Too Cozy | — | — | — | — | US— PlatinUS | Erstveröffentlichung: 22. Mai 2017 Verkäufe: + 1.035.000; ASAP Mob feat. ASAP Rocky, Playboi Carti, Quavo, Lil Uzi Vert & Frank Ocean |
| 2017 | 911 / Mr. Lonely Flower Boy      | — | — | — | UK— SilberUK | US— ×2DoppelplatinUS | Erstveröffentlichung: 30. Juni 2017 Verkäufe: + 2.335.000 Tyler, the Creator feat. Steve Lacy & Frank Ocean                           |
| Folgende Lieder erschienen nicht als Single, wurden aber durch das Album zum Download und Streaming bereitgestellt und konnten somit eine Platzierung erlangen: |                                  | | | | | | |
| |                                  | | | | | | |
| 2013 | Oceans Magna Carta… Holy Grail   | — | — | — | — | US83 Gold · (1 Wo.)US | Charteinstieg: 27. Juli 2013 Verkäufe: + 500.000; Jay-Z feat. Frank Ocean                                                             |
| 2016 | Wolves The Life of Pablo         | — | — | — | UK88 Silber · (1 Wo.)UK | — | Charteinstieg: 8. April 2016 Verkäufe: + 200.000 Kanye West feat. Vic Mensa, Frank Ocean & Sia                                        |
| 2017 | Caught Their Eyes 4:44           | — | — | — | — | US63 (1 Wo.)US | Charteinstieg: 29. Juli 2017 Jay-Z feat. Frank Ocean                                                                                  |
| 2018 | Carousel Astroworld              | DE82 (1 Wo.)DE | AT66 (1 Wo.)AT | CH35 (1 Wo.)CH | UK29 (1 Wo.)UK | US24 Platin · (2 Wo.)US | Charteinstieg: 10. August 2018 Verkäufe: + 1.155.000; Travis Scott feat. Frank Ocean                                                  |

## Videoalben und Musikvideos

### Videoalben
| Jahr | Titel Musiklabel                 | Anmerkungen                           |
| ---- | -------------------------------- | ------------------------------------- |
| 2016 | Endless Def Jam Recordings (UMG) | Erstveröffentlichung: 19. August 2016 |

### Musikvideos
| Jahr | Titel                 | Regie              |
| ---- | --------------------- | ------------------ |
| 2011 | Acura Integurl        | Dave Wilson        |
| 2011 | She                   | Tyler, the Creator |
| 2011 | Novacane              | Nabil Elderkin     |
| 2011 | Thinkin Bout You      | High5Collective    |
| 2011 | Swim Good             | Nabil Elderkin     |
| 2012 | No Church in the Wild | Romain Gavras      |
| 2012 | Pyramids              | Nabil Elderkin     |
| 2013 | Lost                  | Francisco Soriano  |
| 2013 | You’re Not Dead       | Francisco Soriano  |
| 2016 | Nikes                 | Tyrone Lebon       |
| 2017 | Provider              | Tom Sachs          |
| 2019 | In My Room            | Frank Ocean        |

## Autorenbeteiligungen
Frank Ocean als Autor in den Charts

| Jahr | Titel Interpretation  | Höchstplatzierung, Gesamtwochen, AuszeichnungChartplatzierungen (Jahr, Titel, Interpretation, Platzierungen, Wochen, Auszeichnungen, Anmerkungen) | Höchstplatzierung, Gesamtwochen, AuszeichnungChartplatzierungen (Jahr, Titel, Interpretation, Platzierungen, Wochen, Auszeichnungen, Anmerkungen) | Höchstplatzierung, Gesamtwochen, AuszeichnungChartplatzierungen (Jahr, Titel, Interpretation, Platzierungen, Wochen, Auszeichnungen, Anmerkungen) | Höchstplatzierung, Gesamtwochen, AuszeichnungChartplatzierungen (Jahr, Titel, Interpretation, Platzierungen, Wochen, Auszeichnungen, Anmerkungen) | Höchstplatzierung, Gesamtwochen, AuszeichnungChartplatzierungen (Jahr, Titel, Interpretation, Platzierungen, Wochen, Auszeichnungen, Anmerkungen) | Anmerkungen                                      |
| Jahr | Titel Interpretation  | DE | AT | CH | UK | US | Anmerkungen                                      |
| --- | --------------------- | --- | --- | --- | --- | --- | ------------------------------------------------ |
| Folgende Lieder erschienen nicht als Single, wurden aber durch das Album zum Download und Streaming bereitgestellt und konnten somit eine Platzierung erlangen: |                       | | | | | |                                                  |
| |                       | | | | | |                                                  |
| 2013 | New Slaves Kanye West | — | — | — | UK97 (1 Wo.)UK | US56 Gold · (2 Wo.)US | Charteinstieg: 23. Juni 2013 Verkäufe: + 500.000 |
| 2023 | Virginia Beach Drake  | — | AT42 (1 Wo.)AT | CH11 (1 Wo.)CH | UK6 (1 Wo.)UK | US3 (14 Wo.)US | Charteinstieg: 13. Oktober 2023                  |

## Promoveröffentlichungen
Promo-Singles

| Jahr | Titel Album                            | Höchstplatzierung, Gesamtwochen, AuszeichnungChartplatzierungen (Jahr, Titel, Album, Platzierungen, Wochen, Auszeichnungen, Anmerkungen) | Höchstplatzierung, Gesamtwochen, AuszeichnungChartplatzierungen (Jahr, Titel, Album, Platzierungen, Wochen, Auszeichnungen, Anmerkungen) | Höchstplatzierung, Gesamtwochen, AuszeichnungChartplatzierungen (Jahr, Titel, Album, Platzierungen, Wochen, Auszeichnungen, Anmerkungen) | Höchstplatzierung, Gesamtwochen, AuszeichnungChartplatzierungen (Jahr, Titel, Album, Platzierungen, Wochen, Auszeichnungen, Anmerkungen) | Höchstplatzierung, Gesamtwochen, AuszeichnungChartplatzierungen (Jahr, Titel, Album, Platzierungen, Wochen, Auszeichnungen, Anmerkungen) | Anmerkungen |
| Jahr | Titel Album                            | DE | AT | CH | UK | US | Anmerkungen |
| ---- | -------------------------------------- | --- | --- | --- | --- | --- | --- |
| 2011 | Acura Integurl –                       | — | — | — | — | — | Erstveröffentlichung: 4. Februar 2011                                                                                |
| 2012 | Voodoo –                               | — | — | — | — | — | Erstveröffentlichung: 29. Januar 2012                                                                                |
| 2012 | Whip Appeal –                          | — | — | — | — | — | Erstveröffentlichung: 17. März 2012                                                                                  |
| 2012 | No Church in the Wild Watch the Throne | — | — | — | UK37 Platin · (18 Wo.)UK | US72 ×3Dreifachplatin · (5 Wo.)US | Erstveröffentlichung: 28. Mai 2012 Verkäufe: + 3.655.000; Jay-Z & Kanye West feat. Frank Ocean                       |
| 2012 | Blue Whale –                           | — | — | — | — | — | Erstveröffentlichung: 24. September 2012                                                                             |
| 2012 | Wiseman –                              | — | — | — | — | — | Erstveröffentlichung: 23. Dezember 2012                                                                              |
| 2013 | Pink Matter –                          | — | — | — | UK— SilberUK | — | Erstveröffentlichung: 12. Januar 2013 (Remix) Verkäufe: + 315.000; feat. André 3000 Remix feat. André 3000 & Big Boi |
| 2013 | Bad Religion –                         | — | — | — | UK— SilberUK | — | Erstveröffentlichung: 4. Februar 2013 Verkäufe: + 235.000                                                            |
| 2013 | Sunday Doris                           | — | — | — | — | — | Erstveröffentlichung: 4. November 2013 Earl Sweatshirt feat. Frank Ocean                                             |
| 2014 | Hero –                                 | — | — | — | — | — | Erstveröffentlichung: 10. März 2014 mit Diplo, Mick Jones & Paul Simonon                                             |
| 2014 | Memrise –                              | — | — | — | — | — | Erstveröffentlichung: 28. November 2014                                                                              |
| 2015 | You Are Luhh –                         | — | — | — | — | — | Erstveröffentlichung: 16. Januar 2015                                                                                |
| 2020 | These Days –                           | — | — | — | — | — | Erstveröffentlichung: 2020                                                                                           |

## Sonderveröffentlichungen
| Jahr | Titel Album                                         | Anmerkungen |
| ---- | --------------------------------------------------- | --- |
| 2010 | Gotta Be Becoming                                   | Erstveröffentlichung: 10. September 2010 Kent Money feat. Frank Ocean                                             |
| 2010 | Hell BlackenedWhite                                 | Erstveröffentlichung: 31. Oktober 2010 MellowHype feat. Frank Ocean                                               |
| 2010 | Rico BlackenedWhite                                 | Erstveröffentlichung: 31. Oktober 2010 MellowHype feat. Frank Ocean                                               |
| 2011 | She Goblin                                          | Erstveröffentlichung: 6. Mai 2011 Tyler, the Creator feat. Frank Ocean                                            |
| 2011 | Window Goblin                                       | Erstveröffentlichung: 6. Mai 2011 Tyler, the Creator feat. Mike G, Domo Genesis, Hodgy Beats & Frank Ocean        |
| 2011 | Novacaine L.I.F.E. (Ladies In Free Everywhere)      | Erstveröffentlichung: 14. Juni 2011 Young Chris feat. Frank Ocean                                                 |
| 2011 | Made in America Watch the Throne                    | Erstveröffentlichung: 8. August 2011 Jay-Z & Kanye West feat. Frank Ocean                                         |
| 2011 | No Church in the Wild Watch the Throne              | Erstveröffentlichung: 8. August 2011 Jay-Z & Kanye West feat. Frank Ocean                                         |
| 2011 | Without You Sincerely Yours, Stacy Barthe           | Erstveröffentlichung: 30. August 2011 Stacy Barthe feat. Frank Ocean                                              |
| 2012 | Astro Numbers                                       | Erstveröffentlichung: 9. Oktober 2012 MellowHype feat. Frank Ocean                                                |
| 2013 | Partyisntover / Campfire / Bimmer Wolf              | Erstveröffentlichung: 1. April 2013 Tyler, the Creator feat. Frank Ocean & Laetitia Sadier                        |
| 2013 | Slater Wolf                                         | Erstveröffentlichung: 1. April 2013 Tyler, the Creator feat. Frank Ocean                                          |
| 2013 | Oceans Magna Carta… Holy Grail                      | Erstveröffentlichung: 4. Juli 2013 Jay-Z feat. Frank Ocean                                                        |
| 2013 | Sunday Doris                                        | Erstveröffentlichung: 20. August 2013 Earl Sweatshirt feat. Frank Ocean                                           |
| 2013 | Wildfire Paradise Valley                            | Erstveröffentlichung: 20. August 2013 John Mayer feat. Frank Ocean                                                |
| 2013 | Superpower Beyoncé                                  | Erstveröffentlichung: 13. Dezember 2013 · Beyoncé feat. Frank Ocean; Verkäufe: + 500.000; US: Gold                |
| 2016 | Wolves The Life of Pablo                            | Erstveröffentlichung: 14. Februar 2016 Kanye West feat. Vic Mensa, Frank Ocean & Sia                              |
| 2017 | Slide Funk Wav Bounces, Vol. 1                      | Erstveröffentlichung: 30. Juni 2017 Calvin Harris feat. Migos & Frank Ocean                                       |
| 2017 | Caught Their Eyes 4:44                              | Erstveröffentlichung: 7. Juli 2017 Jay-Z feat. Frank Ocean                                                        |
| 2017 | 911 / Mr. Lonely Flower Boy                         | Erstveröffentlichung: 21. Juli 2017 Tyler, the Creator feat. Steve Lacy & Frank Ocean                             |
| 2017 | Where This Flower Blooms Flower Boy                 | Erstveröffentlichung: 21. Juli 2017 · Tyler, the Creator feat. Frank Ocean · Verkäufe: + 1.000.000; US: Platin    |
| 2017 | RAF Cozy Tapes, Vol. 2: Too Cozy                    | Erstveröffentlichung: 25. August 2017 ASAP Mob feat. ASAP Rocky, Lil Uzi Vert, Frank Ocean, Playboi Carti & Quavo |
| 2018 | Purity Testing                                      | Erstveröffentlichung: 25. Mai 2018 · ASAP Rocky feat. Frank Ocean; Verkäufe: + 500.000; US: Gold                  |
| 2018 | Carousel Astroworld                                 | Erstveröffentlichung: 3. August 2018 Travis Scott feat. Frank Ocean                                               |
| 2019 | Ghost Adventures Don Nottingham’s Club Boom Brigade | Erstveröffentlichung: 1. November 2019 Void Detweiler feat. Kid Cudi, Mos Def, Frank Ocean & Tyler, the Creator   |

| Jahr | Titel Soundtrack                       | Anmerkungen                                                            |
| ---- | -------------------------------------- | ---------------------------------------------------------------------- |
| 2013 | No Church in the Wild Der große Gatsby | Erstveröffentlichung: 6. Mai 2013 Jay-Z & Kanye West feat. Frank Ocean |
| 2013 | Super Rich Kids The Bling Ring         | Erstveröffentlichung: 11. Juni 2013 feat. Earl Sweatshirt              |

## Statistik

### Chartauswertung
Die folgenden Statistiken bieten eine Übersicht der Charterfolge von Frank Ocean in den Album- und Singlecharts. Es ist zu beachten, dass bei den Singles nur Interpretationen und keine Autorenbeteiligungen berücksichtigt wurden.
|                     | DE    | AT    | CH    | UK    | US    |
| ------------------- | ----- | ----- | ----- | ----- | ----- |
| Nummer-eins-Alben   | DE—DE | AT—AT | CH—CH | UK1UK | US1US |
| Top-10-Alben        | DE—DE | AT—AT | CH—CH | UK2UK | US2US |
| Alben in den Charts | DE1DE | AT—AT | CH2CH | UK2UK | US2US |

|                       | DE    | AT    | CH    | UK     | US     |
| --------------------- | ----- | ----- | ----- | ------ | ------ |
| Nummer-eins-Singles   | DE—DE | AT—AT | CH—CH | UK—UK  | US—US  |
| Top-10-Singles        | DE—DE | AT—AT | CH—CH | UK—UK  | US—US  |
| Singles in den Charts | DE3DE | AT3AT | CH3CH | UK10UK | US15US |

### Auszeichnungen für Musikverkäufe
Die Lieder Crack Rock (+ 35.000), Forrest Gump (+ 390.000), Godspeed (+ 445.000), Pilot Jones (+ 35.000), Self Control (+ 505.000), Sierra Leone (+ 35.000) und White Ferrari (+ 645.000) wurden weder als Singles veröffentlicht, noch konnten sie sich aufgrund von Downloads oder Streaming in den Charts platzieren, dennoch erhielten diese Schallplattenauszeichnungen.
| Land/RegionAuszeichnungen für Musikverkäufe (Land/Region, Auszeichnungen, Verkäufe, Quellen) | Silber       | Gold       | Platin         | Diamant  | Verkäufe   | Quellen              |
| -------------------------------------------------------------------------------------------- | ------------ | ---------- | -------------- | -------- | ---------- | -------------------- |
| Australien (ARIA)                                                                            | —            | 8× Gold8   | 30× Platin30   | —        | 2.380.000  | aria.com.au          |
| Belgien (BRMA)                                                                               | —            | —          | Platin1        | —        | 30.000     | ultratop.be          |
| Brasilien (PMB)                                                                              | —            | 2× Gold2   | 2× Platin2     | —        | 140.000    | pro-musicabr.org.br  |
| Dänemark (IFPI)                                                                              | —            | 14× Gold14 | 29× Platin29   | —        | 2.080.000  | ifpi.dk              |
| Deutschland (BVMI)                                                                           | —            | Gold1      | Platin1        | —        | 500.000    | musikindustrie.de    |
| Frankreich (SNEP)                                                                            | —            | —          | —              | Diamant1 | 333.333    | snepmusique.com      |
| Griechenland (IFPI)                                                                          | —            | —          | Platin1        | —        | 20.000     | Einzelnachweise      |
| Italien (FIMI)                                                                               | —            | 4× Gold4   | Platin1        | —        | 200.000    | fimi.it              |
| Kanada (MC)                                                                                  | —            | 4× Gold4   | 9× Platin9     | —        | 880.000    | musiccanada.com      |
| Mexiko (AMPROFON)                                                                            | —            | —          | 2× Platin2     | —        | 120.000    | amprofon.com.mx      |
| Neuseeland (RMNZ)                                                                            | —            | —          | 54× Platin54   | —        | 1.440.000  | radioscope.co.nz NZ2 |
| Norwegen (IFPI)                                                                              | —            | Gold1      | —              | —        | 30.000     | ifpi.no              |
| Österreich (IFPI)                                                                            | —            | Gold1      | —              | —        | 15.000     | ifpi.at              |
| Polen (ZPAV)                                                                                 | —            | —          | Platin1        | —        | 20.000     | olis.pl              |
| Portugal (AFP)                                                                               | —            | Gold1      | Platin1        | —        | 15.000     | Einzelnachweise      |
| Schweden (IFPI)                                                                              | —            | —          | 2× Platin2     | —        | 80.000     | sverigetopplistan.se |
| Schweiz (IFPI)                                                                               | —            | —          | Platin1        | —        | 20.000     | hitparade.ch         |
| Spanien (Promusicae)                                                                         | —            | 4× Gold4   | —              | —        | 110.000    | elportaldemusica.es  |
| Vereinigte Staaten (RIAA)                                                                    | —            | 7× Gold7   | 23× Platin23   | —        | 26.500.000 | riaa.com             |
| Vereinigtes Königreich (BPI)                                                                 | 12× Silber12 | 6× Gold6   | 16× Platin16   | —        | 13.400.000 | bpi.co.uk            |
| Insgesamt                                                                                    | 12× Silber12 | 53× Gold53 | 174× Platin174 | Diamant1 |            |                      |